# Rafael Bordalo Pinheiro
 (janvier 2023).
Rafael Bordalo Pinheiro, né le 21 mars 1846 à Lisbonne où il est mort dans la Casa do Ferreira das Tabuletas le 23 janvier 1905, est un artiste portugais.

## Biographie
Dessinateur, aquarelliste, illustrateur, décorateur, caricaturiste politique et social, journaliste, céramiste, dramaturge, professeur, le nom de Bordalo Pinheiro est étroitement lié à la caricature portugaise, qu’il a grandement stimulée, lui apportant son propre style qui l’a porté à une qualité jamais atteinte auparavant. Il est l’auteur de la représentation populaire de Zé Povinho, devenue un symbole du peuple portugais.
Les dessins de l'artiste le plus populaire de l'Art nouveau au Portugal se distinguent par une utilisation inventive de l'ornement.
Également précurseur de l’affiche artistique au Portugal, il a produit une vaste œuvre dispersée dans des dizaines de livres et de publications.
Le peintre Columbano Bordalo Pinheiro est son frère.